# 西野谷町
西野谷町（にしのやちょう）は、群馬県太田市にある地名（町丁）。郵便番号は373-0043。

## 概要
宝泉地区にある町丁。

## 地理

### 近隣町丁
- 沖野町
- 上田島町
- 由良町
- 宝町

## 世帯数と人口
2022年（令和4年）3月31日現在の世帯数と人口は以下の通りである。
| 町丁     | 世帯数 | 人口  |
| -------- | ------ | ----- |
| 西野谷町 | 74世帯 | 210人 |

## 交通

### 鉄道
町内に鉄道は通っていない。

### 道路
- 群馬県道312号太田境東線

## 施設
- 太田市 宝泉行政センター